# 忽悠
“忽悠”一词，来自東北官話，書面語作糊弄或唬弄（粵語意思與「搵笨」、「五條煙」相近），其字面意思，是让人陷于一种飘飘忽忽、神志不清、基本丧失判断力的状态。
日常生活使用時通常解作“坑蒙拐骗，诱人上当”或指進行这种欺骗行为的人。“大忽悠”在东北话中也泛指说话不着边际的吹牛者，或做人不守诚信，经常使用欺诈行为的商人。
字義上，忽悠較“诈骗”一词温和，具有一些调侃玩笑的含义。 
该词在中国大陆的广泛使用，是自从赵本山和范伟、高秀敏合作演出的小品《卖拐》在中国中央电视台春节联欢晚会上走红之后。  
小品《卖拐》讽刺了在中国经济转型过程中，一些江湖郎中和一些不正规的医疗单位利用国家在广告管理方面的漏洞，抓住广大老百姓关心自身健康、生怕有病的心理，故意夸大某种疾病或者所谓“亚健康”状态的严重性，诱导人们接受其医疗服务或者购买其药品的行为。在日常生活中，人们把类似这些江湖医生的一般欺骗性的言行亦统称為“忽悠”。

## 参看
- 东北话
- 赵本山
- 《卖拐》、《卖车》、《功夫》
- 《“儿子”来了》：2019年央视春晚的小品
- 给力